# ESIM
eSIM（Embedded-SIM）とは、携帯電話端末に直接埋め込まれるSIMカードの形態の一つである。

## 概要
eSIMは、端末に手動で挿入する物理的なSIMカードとは違い、端末の製造時に基板に実装される。

### eSIMのメリットおよびデメリット
メリット
- オンラインで手続きが完結する。
- SIMカードを紛失する恐れがない。

デメリット
- 端末を移行する際やデータを初期化した場合、eSIMの再発行手続きが必要になる。

### 使用方法
eSIMを使用するには、プロファイルと呼ばれる契約者の電話番号などが入ったデータのダウンロードが必要となる。プロファイルは、eKYCの技術を使った本人確認を用いることで物理的な書類の交換を介さずに通信会社と契約することで入手できる。
プロファイルの提供方法はQRコードや番号、アプリ等がある。

## 日本の通信事業者各社の対応状況

### 通信会社
| キャリア名   | 対応状況 |
| ------------ | -------- |
| NTTドコモ    | 対応     |
| au           | 対応     |
| SoftBank     | 対応     |
| 楽天モバイル | 対応     |

### eSIM対応端末
いずれも日本国内で発売された携帯端末を表す。
| メーカー | 初めて対応した端末                  |
| -------- | ----------------------------------- |
| Apple    | iPhone XS、iPhone XS Max、iPhone XR |
| Samsung  | Galaxy A23 5G                       |
| Google   | Pixel 3a                            |
| ソニー   | Xperia 10 III Lite                  |

上記のほかにAQUOS、OPPO、Xiaomi、ASUS、arrows、京セラ、Motorolaと各社にて対応機種が拡大している。

### 対応端末の確認方法
eSIMを利用するには、端末に eUICC（embedded Universal Integrated Circuit Card）が実装されている必要がある。対応可否は次の手順で確認できる。
- 電話アプリで「*#06#」を発信し、端末情報一覧に **EID（Embedded Identity Document）** が表示されるか確認する。EIDが表示されれば一般にeSIM対応端末とみなされる。[9]
- **iPhone**（iOS 12.1以降）の場合、設定 > 一般 > 情報を開き、画面を下にスクロールすると「EID」または「デジタルSIM」が表示される。[10]
- **Android**（Android 10以降）のPixelシリーズなどでは、設定 > 端末情報 > SIMステータスから「EID」を確認できる。[11]
- 通信事業者やMVNOが公開する「動作確認端末一覧」も参考になる。[9]

端末の発売時期やOSのバージョンによってeSIM機能の有無が異なる場合があるため、購入・利用前に必ず最新情報を確認することが推奨される。

## eSIMのプロファイル提供方法
eSIMのプロファイルデータは主に次の3つの方法で提供されている。

### QRコード
QRコード方式では、通信事業者が発行するQRコードにeSIMのプロファイルをダウンロードするための情報が埋め込まれている。これをeSIMをインストールしたい端末のカメラで読み込み、インストールの許可を出すと、自動でプロファイルのダウンロードとインストールが完了する。

### 番号
番号方式では、カメラが故障、制限されている等の問題によりQRコードが読み取れない場合の代替手段として提供されている。

### アプリ
アプリ方式では、通信事業者の専用アプリをインストールし、アプリ内で契約およびeSIMプロファイルのダウンロードとインストールを行うことができる。アプリ内で通信事業者との契約からプロファイルのインストールまで完結するため、他の方法と比べて利便性が高い。